# Himmelspolizey
Himmelspolizey (of in Engelse vertaling Celestial police) is de benaming voor een groep van 24 astronomen die tussen 1800 en 1815 op zoek gingen naar een nog onontdekte planeet die zich volgens de wet van Titius-Bode op een afstand van 2,8 astronomische eenheden van de zon moest bevinden. Het initiatief voor het opzetten van dit internationale onderzoeksprogramma kwam van de Hongaarse astronoom Baron Franz Xaver von Zach (1754-1832). De officiële benaming van de groep was Societas Liliatalica, genoemd naar Lilienthal waar de groep werd opgericht. In het Duits sprak men in oude spelling van Himmelspolizey.
In 1798 organiseerde von Zach een tiendaagse bijeenkomst in Gotha om methodes te bediscussiëren om de ontbrekende planeet te kunnen ontdekken. Daar deed de Franse astronoom Joseph-Jérôme de Lalande (1732-1807) de suggestie om de zoektocht op een systematische en gecoördineerde manier met een grote groep astronomen samen te ondernemen. Von Zach riep daarop in 1800 een nieuwe conferentie samen in het observatorium van Johann Hieronymus Schröter (1745-1816) in Lilienthal. Daar waren behalve Schröter en von Zach ook aanwezig Karl Harding (1765 - 1834), Heinrich Wilhelm Olbers (1758-1840),  Ferdinand Adolf Freiherr von Ende en Johann Gildemeister. 
De groep deelde de dierenriem op in 24 zones van 15 lengtegraden en 7 à 8 breedtegraden boven en onder de ecliptica. Daarna zocht men contact op met andere astronomen die elk een van deze zones systematisch zou afspeuren naar de ontbrekende planeet. 

## Leden van de groep
- Franz Xaver von Zach
- Johann Hieronymus Schröter
- Karl Ludwig Harding
- Heinrich Wilhelm Olbers
- Freiherr von Ende
- Johann Gildemeister
- Johann Bode
- William Herschel
- Nevil Maskelyne
- Charles Messier

## Ontdekkingen
- De ontdekking van Ceres op 1 januari 1801 door Giuseppe Piazzi mag eigenlijk niet aan deze groep hemelspeurders toegeschreven worden. Toen von Zach Piazzi aanschreef om ook een deel van de hemel af te speuren, had deze in januari 1801 Ceres al ontdekt. Wel had hij ze daarna uit het oog verloren, en von Zach kon ze eind 1801 opnieuw ontdekken dankzij de berekeningen van de omloop door Carl Friedrich Gauss.
- In 1802 ontdekte Olbers Pallas.
- In mei 1802 kon William Herschel vaststellen dat de ontdekte hemellichamen veel kleiner waren dan normale planeten. Daarom stelde hij voor ze asteroïde te noemen.
- in 1804 ontdekte Harding Juno.
- In 1807 ontdekte Olbers Vesta.